# Robotologie
La robotologie est une religion fictive de la série Futurama pratiquée par les robots.
Cette religion est très proche du christianisme. L’enfer de la robotologie se situe dans un parc d’attractions abandonné du New Jersey et est dirigé par le démon robot appelé Belzebot (Robot Devil). Il existe également des robots juifs, mais on apprend peu de choses sur eux dans la série. Ils organisent des « Bot Mitzvah », où les Décapodiens (l’espèce du docteur Zoidberg) ne sont pas admis parce que « les crustacés ne sont pas kosher ». Ceci est ironique puisque les Décapodiens sont une parodie des stéréotypes juifs. Dans un épisode, Bender essaye d’avoir un jour de congé en inventant une fête qu’il nomme « Robanukkah ».